# Erythrogonia dottaga
Erythrogonia dottaga är en insektsart som beskrevs av Medler 1963. Erythrogonia dottaga ingår i släktet Erythrogonia och familjen dvärgstritar. Inga underarter finns listade i Catalogue of Life.